# 1967년 지중해 게임
1967년 지중해 게임(아랍어: ألعاب البحر الأبيض المتوسط 1967)은 제5회 지중해 게임으로 1967년 9월 8일부터 17일까지 튀니지 튀니스에서 열렸다. 12개국 1249명의 선수가 참가했으며 14개 종목이 진행되었다. 
이탈리아가 지난 대회에 이어 가장 많은 금메달과 메달을 획득하면서 종합 메달 순위 1위에 올랐다.

## 종목
- 농구
- 레슬링
- 배구
- 복싱
- 사이클
- 수구
- 수영
- 역도
- 육상
- 체조
- 축구
- 테니스
- 펜싱
- 핸드볼

## 참가국
제5회 지중해 게임에는 총 12개 국가가 참가했다.
- 그리스
- 레바논
- [[파일:{{{국기그림-1951}}}|22x20px|border |alt=리비아의 기]] 리비아
- 모로코
- 몰타
- 스페인
- 알제리
- 유고슬라비아 (72)
- 이탈리아
- 튀니지 (개최국)
- 튀르키예
- [[파일:{{{국기그림-1830}}}|22x20px|border |alt=프랑스의 기]] 프랑스

## 메달 집계
| 순위 | 국가                                                                   | 금메달 | 은메달 | 동메달 | 합계 |
| ---- | ---------------------------------------------------------------------- | ------ | ------ | ------ | ---- |
| 1    | 이탈리아                                                               | 35     | 26     | 22     | 83   |
| 2    | 유고슬라비아                                                           | 15     | 16     | 5      | 36   |
| 3    | 스페인                                                                 | 10     | 14     | 27     | 51   |
| 4    | 튀르키예                                                               | 9      | 9      | 6      | 24   |
| 5    | [[파일:{{{국기그림-1830}}}\|22x20px\|border \|alt=프랑스의 기]] 프랑스 | 7      | 4      | 4      | 15   |
| 6    | 튀니지                                                                 | 5      | 9      | 11     | 25   |
| 7    | 그리스                                                                 | 5      | 6      | 12     | 23   |
| 8    | 모로코                                                                 | 1      | 1      | 3      | 5    |
| 9    | 레바논                                                                 | 0      | 1      | 2      | 3    |
| 10   | 알제리                                                                 | 0      | 0      | 3      | 3    |
| 11   | 리비아                                                                 | 0      | 0      | 2      | 2    |
| 합계 | 합계                                                                   | 87     | 86     | 97     | 270  |